# Vývrtka (nástroj)

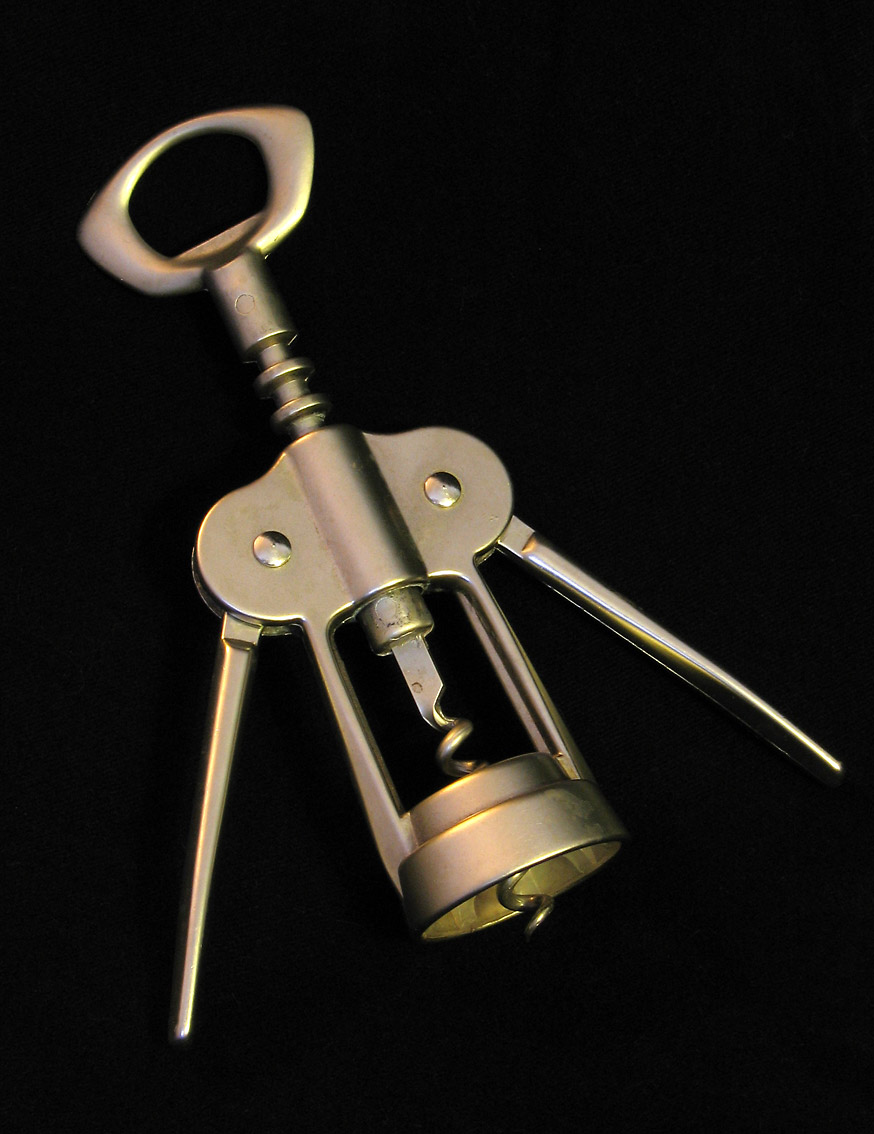
Kovová vývrtka (křidélková)

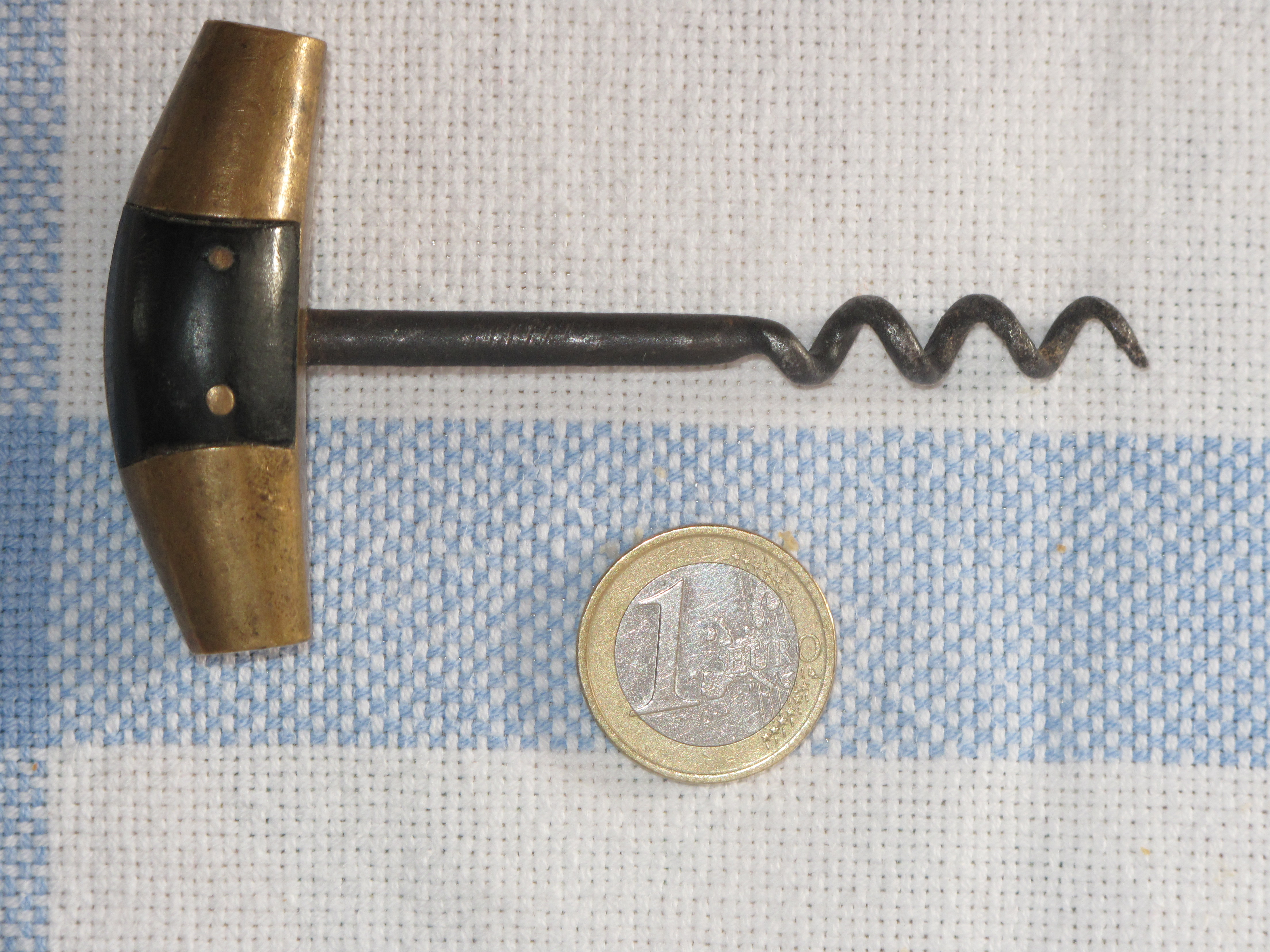
Vývrtka klasická (kov/dřevo)

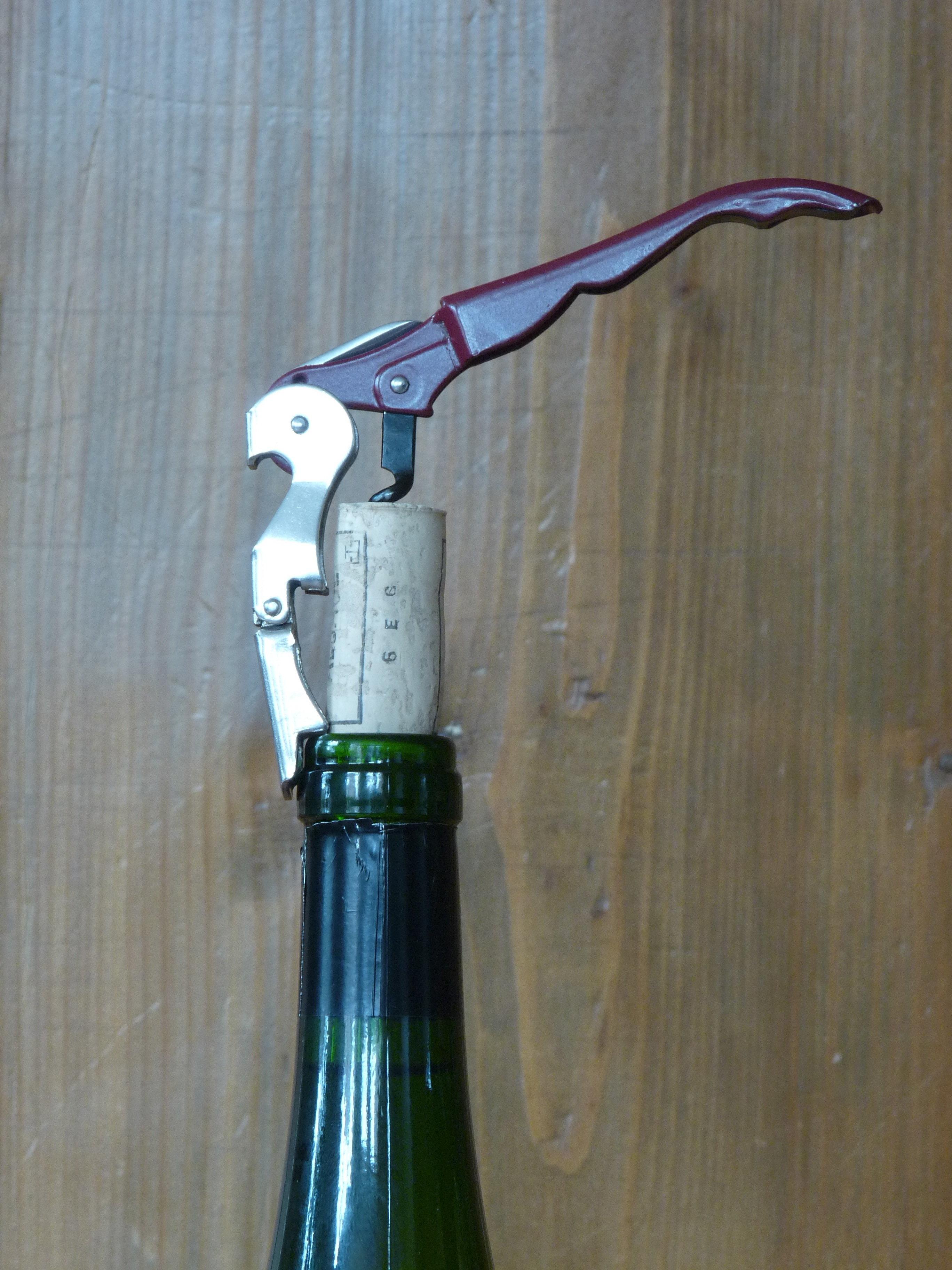
Dvoukroková vývrtka

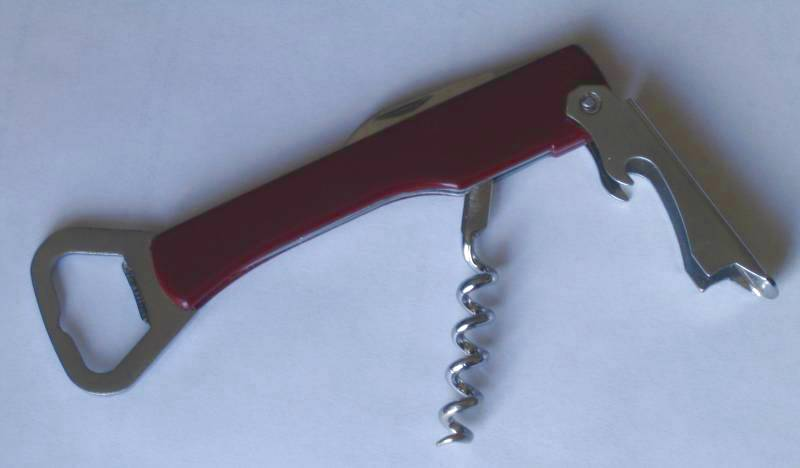
Číšnický nůž s vývrtkou

Vývrtka je ruční nástroj k odstraňování zátek z hrdla skleněných lahví.

## Historie
Vynález vývrtky se datuje počátkem 17. století. Jako první si nechal patent na vývrtku připsat v roce 1795 Samuel Henshall (reverend z Middlesexu ve Velké Británii).

## Funkce a obsluha vývrtky
Láhev se zátkou se otevírá tak, že nejprve se zátka (špunt) provrtá spirálovitou částí vývrtky. Spirálovitá část může mít klasicky tvar konoidu, novější výrobky jsou spíše tvořeny spirálovitě točitým drátem. Další postup závisí na konstrukci vývrtky:
- při použití klasické vývrtky se zátka z lahve odstraní tahem
- u křidélkové vývrtky pomohou dvě páková křídla snadno vytáhnout zátku z lahve
- u dvoukrokové vývrtky se zafixuje pomocný kovový nástavec o hrdlo lahve a tahem za páku se zátka odstraní.

Existují i další konstrukce vývrtek, z nichž každá má specifický způsob manipulace se zátkou.

## Starší významy
- V minulosti (koncem 19. století) se slovo vývrtka používalo jako ekvivalent dnešního šroubovák (německy Schraubenzieher).[4]
- Okolo roku 1913 se vývrtka též přeneseně nazývala sukně ovinutá spirálovitě volánem.[5]